# Wolfgang Leonhard
Wolfgang Leonhard (Bécs, 1921. április 16. – Daun, 2014. augusztus 17.) német író, történész és egyetemi tanár. A német-osztrák kettős állampolgárságú Leonhard a nácik elől Moszkvába menekült, volt hírszerző, kommunista politikus, majd átállt a másik oldalra és antikommunista vált belőle.

## Válogatott művei
- Die Revolution entläßt ihre Kinder. Kiepenheuer & Witsch, Köln 1955, ISBN 3-462-01463-3.[10]
  - 22. Auflage: Köln 2005, ISBN 3-462-03498-7.
    - Neuauflage: Anaconda Verlag, Köln 2010, ISBN 978-3-86647-460-4.
- Sowjetideologie heute. Gemeinsam mit Gustav A. Wetter. Fischer, Frankfurt am Main 1962, ISBN 3-596-26046-9.
- Kreml ohne Stalin. Verlag für Politik und Wirtschaft, Köln 1959 (3. [veränderte] Auflage, Kiepenheuer & Witsch, Köln 1963).
- Nikita Sergejewitsch Chruschtschow. Aufstieg und Fall eines Sowjetführers. Bucher, Luzern, Frankfurt am Main 1965.
- Die Dreispaltung des Marxismus. Ursprung und Entwicklung des Sowjetmarxismus, Maoismus und Reformkommunismus. Econ, Düsseldorf 1975, ISBN 3-430-15880-X.
- Am Vorabend einer neuen Revolution. Die Zukunft des Sowjetkommunismus. Mosaik, München 1975, ISBN 3-570-02611-6.
- Eurokommunismus. Herausforderung für Ost und West. Goldmann, München 1980, ISBN 3-442-11256-7.
- Das kurze Leben der DDR. Berichte und Kommentare aus vier Jahrzehnten. DVA, Stuttgart 1990, ISBN 3-421-06586-1.
- Die Reform entläßt ihre Väter. Der steinige Weg zum modernen Rußland. DVA, Stuttgart, ISBN 3-421-06674-4.
- Spiel mit dem Feuer. Russlands schmerzhafter Weg zur Demokratie. Lübbe Verlag, Bergisch Gladbach 1998, ISBN 3-404-60457-1.
- Spurensuche. 40 Jahre nach „Die Revolution entläßt ihre Kinder“. Kiepenheuer & Witsch, Köln 2000, ISBN 3-462-02390-X.
- November 1945: Das Schulungsheft über Friedrich Engels. In: Beiträge zur Marx-Engels-Forschung. Neue Folge, Sonderband 5. Die Marx-Engels-Werkausgaben in der UdSSR und DDR (1945–1968). Hrsg. von Carl-Erich Vollgraf, Richard Sperl und Rolf Hecker. Argument Verlag, Hamburg 2006, S. 83–94, ISBN 3-88619-691-7.
- Die Revolution entlässt ihre Kinder. Infosat-Verlag, Daun 2006, ISBN 3-933350-07-7 (22 Audio CDs; Hörbuch).
- Die Vereinigung von KPD und SPD zur SED. Nora-Verlag, Berlin 2006, ISBN 3-86557-073-9.
- Meine Geschichte der DDR. Rowohlt, Berlin 2007, ISBN 978-3-87134-572-2.
- Anmerkungen zu Stalin. Rowohlt, Berlin 2009, ISBN 978-3-87134-635-4.
- Die linke Versuchung. Wohin steuert die SPD? be.bra, Berlin 2009, ISBN 978-3-86124-633-6 (mit Elke Leonhard).